# Neodontopyge gracilis
Neodontopyge gracilis är en mångfotingart som först beskrevs av Carl 1913.  Neodontopyge gracilis ingår i släktet Neodontopyge och familjen Odontopygidae. Inga underarter finns listade i Catalogue of Life.